# Вереття (Волховський район)
Вереття (рос. Веретье) — присілок у Волховському районі Ленінградської області Російської Федерації.
Населення становить 0 осіб. Належить до муніципального утворення Усадищенське сільське поселення.

## Історія
Згідно із законом № 56-оз від 6 вересня 2004 року належить до муніципального утворення Усадищенське сільське поселення.

## Населення
| 1838 | 1862 | 1885 | 1997 | 2007 | 2010 | 2017 |
| ---- | ---- | ---- | ---- | ---- | ---- | ---- |
| 184  | ↗189 | ↗200 | ↘0   | →0   | →0   | →0   |